# Chawathil Indian Reserve 4
Chawathil Indian Reserve 4 är ett reservat i Kanada.   Det ligger i provinsen British Columbia, i den södra delen av landet, 3 400 km väster om huvudstaden Ottawa.
I omgivningarna runt Chawathil Indian Reserve 4 växer i huvudsak barrskog. Runt Chawathil Indian Reserve 4 är det ganska glesbefolkat, med 36 invånare per kvadratkilometer.